# Georgetown (Teksas)
George je grad u američkoj saveznoj državi Teksas. Prema popisu stanovništva iz 2010. u njemu je živjelo 47.400 stanovnika.